# مدونة البنوك
كانت مدونة البنوك مدونة طوعية للممارسات التي اتفقت عليها البنوك في بعض الدول. عادة ما تصف المدونة كيفية تعامل البنوك مع قبول الودائع والسحوبات ومع النزاعات المتعلقة بالمعاملات مع العملاء. في معظم الدول، استُبدِلَت مدونات البنوك بالتنظيمات المالية المفروضة من الحكومة والتي تحكم الممارسات المصرفية.

## المملكة المتحدة
في 1 نوفمبر 2009، بدأ نظام سلوك البنوك التابع للسلطة المالية (FSA). ينطبق على النشاط المنظم لقبول الودائع، ويحل محل الجوانب غير الإقراضية من مدونة البنوك ومدونة الأعمال المصرفية (مدونات مملوكة للصناعة كانت تراقبها لجنة معايير مدونة البنوك).
كما كانت مدونة البنوك تنظم المسؤولية القانونية للبنوك عن المعاملات المتنازع عليها باستخدام بطاقات الخصم وبطاقات الائتمان. وفي 1 نوفمبر 2009، استُبدِلت بتنظيمات خدمات الدفع التابعة لـ FSA لعام 2009، من بين أمور أخرى، جعلت البنوك مسؤولة قانونيًا عن المعاملات ما لم تتمكن من إثبات أن العملاء قد وافقوا عليها.

## أستراليا
مدونة ممارسات البنوك هي مجموعة من المعايير القابلة للتنفيذ التي يمكن للعملاء والشركات الصغيرة وضامنيهم توقعها من البنوك الأسترالية، وقد قُدمت لأول مرة في عام 1993. المدونة هي مجموعة من الوعود توضح كيف يجب أن تتصرف البنوك في تعاملاتها مع العملاء، بالإضافة إلى متطلبات محددة للخدمات المصرفية. وتوفر المدونة ضمانات وحمايات غير منصوص عليها في القانون، حيث تكمل القانون وفي بعض المجالات، تحدد معايير أعلى من القانون.
طُورت المدونة بواسطة رابطة البنوك الأسترالية وتراجع بشكل مستقل كل ثلاث سنوات لضمان بقائها ذات صلة. في سابقة أسترالية، أُخذت هذه المدونة الطوعية بعين الاعتبار ووافقت عليها لجنة الأوراق المالية والاستثمارات الأسترالية بموجب صلاحيات الموافقة على المدونات الصناعية في 31 يوليو 2018.
في أعقاب لجنة الخدمات المالية الملكية الأسترالية، قامت بنوك أستراليا بتحديث مدونة البنوك الخاصة بها.
انتُقدت المدونة الطوعية لعدم استقلالية لجنة الامتثال لمدونة البنوك بالكامل في إشرافها لأن أعضائها سيعينون بواسطة البنوك. وقد جادل البعض بأنه لكي تكون المدونة فعالة، يجب أن تشمل المبادئ الأساسية التي أوصى بها المفوض الملكي في تقريره المؤقت وأن تجعلها مسؤولة قانونيًا وأن تكون الانتهاكات جنائية.

### مدونة المدفوعات الإلكترونية
يتمتع مستخدمو مرافق الدفع الإلكترونية في أستراليا بالحماية بموجب مدونة المدفوعات الإلكترونية، حيث كانت هذه تُعرف سابقًا باسم مدونة سلوك تحويل الأموال الإلكترونية (EFT Code) والتي كانت موجودة منذ عام 1986، وتطبق على معاملات الدفع الإلكترونية للمستهلكين، بما في ذلك معاملات أجهزة الصراف الآلي وEFTPOS وبطاقات الائتمان والمدفوعات عبر الإنترنت والبنك عبر الإنترنت والجوال وBPAY. وتكمل المتطلبات التنظيمية الأخرى، بما في ذلك الترخيص المالي وخدمات ائتمان المستهلك، والنصائح والتدريب ومتطلبات الإفصاح بموجب قانون الشركات لعام 2001 وقانون حماية ائتمان المستهلك الوطني لعام 2009.